# 게티 센터
게티 센터(Getty Center)는 미국 캘리포니아주 로스앤젤레스에 위치한 건물로, J. 폴 게티 미술관이 있다. 게티 재단이 행하는 여러 행사나 프로그램이 이 센터에서 진행된다.